# 奥尤河
奥尤河（法語：Hoyoux，法語發音：[ɔju]）是比利时瓦隆大区列日省的河流，是默兹河的右支流，长28千米。